# Ipomoea oblongifolia
Ipomoea oblongifolia là một loài thực vật có hoa trong họ Bìm bìm. Loài này được (Hassl.) O'Donell mô tả khoa học đầu tiên năm 1950.